# Britt Ling
Britt Christina Ling, ogift Nyberg, född 15 april 1936 i Brännkyrka församling i Stockholm, är en svensk sångerska.
Ling, som var knuten till Göteborgs kammarkör, medverkade 1974 på ett musikalbum med gruppen Röda kapellet med låtar som "Gå med i KU stärk VPK". Hon var senare medlem i Göteborgs visgrupp, Göteborgs Brechtensemble och Skrotbandet. Under 1980-talet utgav hon musikalbumen Britt Ling med vänner (Tonart 1984), Gungan och 16 andra svängiga barnvisor (Tonart 1985, belönat med Svenska Fonogrampriset 1986) och Lorca (tillsammans med Mats Grundberg, Prophone 1994). Hon har även samarbetat med bland andra Jan Hammarlund.
Ling är hedersledamot i Svenska visakademien. Hon var sommarpratare i radio den 23 juli 1984, den 9 augusti 1985 och den 7 juli 1993.
Britt Ling var 1959–1976 gift med Jan Ling (1934–2013), med vilken hon har en dotter och en son, födda 1966 och 1968.